# Elizabeth Dekkers
Elizabeth Dekkers (* 6. Mai 2004 in South Brisbane) ist eine australische Schwimmerin. Sie gewann bis 2024 bei Weltmeisterschaften auf der 50-Meter-Bahn eine Silbermedaille und auf der 25-Meter-Bahn eine Bronzemedaille. Bei Commonwealth Games erschwamm sie einmal Gold.

## Sportliche Karriere
Dekkers begann beim Newmarket Racers Swimming Club. Sie studiert an der University of Queensland.
2019 erreichte Dekkers den fünften Platz über 200 Meter Schmetterling bei den Juniorenweltmeisterschaften.
2022 belegte Dekkers bei den australischen Meisterschaften den sechsten Platz über 100 Meter Schmetterling und siegte über 200 Meter Schmetterling. Im Juni bei den Weltmeisterschaften in Budapest wurde sie Fünfte über 200 Meter Schmetterling. Einen Monat später gewann sie bei den Commonwealth Games in Birmingham auf ihrer Spezialstrecke mit 0,64 Sekunden Vorsprung vor der Engländerin Laura Stephens. Ende des Jahres bei den Kurzbahnweltmeisterschaften in Melbourne siegten über 200 Meter Schmetterling mit Dakota Luther und Hali Flickinger zwei Schwimmerinnen aus den Vereinigten Staaten. 0,16 Sekunden hinter Flickinger schlug Dekkers als Dritte an.
Dekkers erschwamm 2023 bei den australischen Meisterschaften erneut den Titel über 200 Meter Schmetterling. Ende Juli bei den Weltmeisterschaften in Fukuoka siegte die Kanadierin Summer McIntosh über 200 Meter Schmetterling und hatte dabei 1,4 Sekunden Vorsprung vor der zweitplatzierten Elizabeth Dekkers, die ihrerseits über eine Sekunde vor der drittplatzierten Regan Smith aus den Vereinigten Staaten anschlug.
2024 siegte Dekkers sowohl bei den australischen Meisterschaften als auch bei den Olympiaausscheidungen über 200 Meter Schmetterling. Bei den Olympischen Spielen in Paris erreichte Dekkers das Finale über 200 Meter Schmetterling und wurde Vierte mit zwei Sekunden Rückstand auf die Medaillenränge.